# Polsko-Niemiecka Współpraca Młodzieży
Polsko-Niemiecka Współpraca Młodzieży (PNWM, niem. Deutsch-Polnisches Jugendwerk, DPJW) – organizacja międzynarodowa utworzona w 1991 roku przez rządy Polski i Niemiec na fali przemian demokratycznej w ówczesnej Europie. Jej zadaniem jest inicjowanie kontaktów między młodzieżą z obu tych państw oraz wspieranie procesów wzajemnego poznawania się i zrozumienia. Działalność PNWM finansowana jest ze składek rządowych państw założycielskich. Przewodniczącymi Rady Polsko-Niemieckiej Współpracy Młodzieży, organu nadzorującego działalność organizacji, jest po stronie polskiej Minister Edukacji Narodowej (MEN), a po niemieckiej Federalny Minister ds. Rodziny, Seniorów, Kobiet i Młodzieży (Bundesministerium für Familie, Senioren, Frauen und Jugend, BMFSFJ).

## Początki PNWM
17 czerwca 1991 roku, równocześnie z zawarciem Traktatu o dobrym sąsiedztwie i przyjaznej współpracy, z inicjatywy pierwszego niekomunistycznego premiera RP Tadeusza Mazowieckiego i ówczesnego kanclerza federalnego Helmuta Kohla, podpisana została umowa o powstaniu Polsko-Niemieckiej Współpracy Młodzieży. Działalność organizacji zainaugurowano 1 stycznia 1993 roku w dwóch biurach – Warszawie i Poczdamie.
Od początku swej działalności PNWM dofinansowała blisko 80 000 projektów, w których wzięło udział przeszło 3 miliony młodych ludzi (stan na październik 2019 r.). W ostatnich latach PNWM przekazywała każdego roku dotacje na niemalże 2500 projektów, w których uczestniczyło około 100 000 młodych Polaków i Niemców. Wkład polsko-niemieckiej wymiany młodzieży w dobrosąsiedzką współpracę i integrację europejską spotkał się z uznaniem ze strony Prezydenta Rzeczypospolitej Polskiej i Prezydenta Republiki Federalnej Niemiec, którzy w 2010 roku objęli PNWM wspólnym patronatem honorowym.

## O organizacji
Polsko-Niemiecka Współpraca Młodzieży posiada dwa biura – jedno w Warszawie i jedno w Poczdamie. Organizacją kieruje dwuosobowy Zarząd. Obecnie funkcję polskiej dyrektor zarządzającej piastuje Małgorzata Bochwic-Ivanovska, a niemieckiego dyrektora zarządzającego Stephan Erb. Pracownicy obu biur pracują w mieszanych narodowościowo zespołach i posługują się oboma językami. Kompetencje biur są oparte na podziale merytorycznym, a nie narodowościowym. Referat wspierania w biurze poczdamskim odpowiada za pozaszkolną wymianę młodzieży i sport, a w warszawskim za wymianę szkolną. Obecnie w PNWM zatrudnionych jest na 28 pełnych etatach 36 osób.
Polsko-Niemiecka Współpraca Młodzieży ściśle kooperuje z innymi instytucjami zajmującymi się szeroko pojętą współpracą z młodymi ludźmi. PNWM wspiera projekty wymiany młodzieży, udzielając dofinansowania podmiotom bezpośrednio lub subsydiarnie – za pośrednictwem organizacji partnerskich zwanych jednostkami centralnymi. Jednostkami centralnymi PNWM są organizacje nadrzędne, uprawnione do reprezentacji wielu wnioskodawców indywidualnych oraz instytucje o strukturach regionalnych, a także podmioty o szczególnym znaczeniu. Pełnią one także funkcje doradcze dla organizatorów projektów wymiany. PNWM i jednostki centralne pozostają w stałym kontakcie i współpracują na zasadzie partnerstwa. Gremium nadzorującym pracę organizacji jest Rada Polsko-Niemieckiej Współpracy Młodzieży, której przewodniczą polska minister edukacji Barbara Nowacka oraz niemiecka minister ds. rodziny, seniorów, kobiet i młodzieży Lisa Paus. Rada składa się z 24 członków, po 12 z każdego kraju. Po sześć miejsc w Radzie Polsko-Niemieckiej Współpracy Młodzieży zajmują przedstawiciele ministerstw i instytucji rządowych z Polski i Niemiec. Kolejne sześć miejsc przeznaczonych jest dla organizacji pozarządowych, działających w obszarze pracy z młodzieżą i/lub stosunków międzynarodowych.

## Zadania
„Zadaniem organizacji jest wspieranie wszelkimi sposobami wzajemnego poznania i zrozumienia oraz ścisłej współpracy młodzieży Polski i Niemiec.”
W praktyce oznacza to, że PNWM przyznaje dofinansowanie do polsko-niemieckich spotkań młodzieży oraz spotkań z udziałem partnera z kraju trzeciego. Jednocześnie wspiera organizatorów wymiany, służąc im radą i informacją, a także wydając publikacje, organizując szkolenia i pomagając w znalezieniu partnera do projektu. Od 2020 r. w odpowiedzi na pandemię koronawirusa zajmuje się doradztwem oraz szkoleniami online (PNWM online) dla organizacji polsko-niemieckiej wymiany młodzieży.
Wsparcie finansowe PNWM nie jest uzależnione od konkretnych tematów, form czy koncepcji pedagogicznych spotkania. Kluczową rolę odgrywa tu jego autentyczność oraz wspólne przeżycia, nauka i działanie, które w jego trakcie są udziałem młodych ludzi. W ten sposób młodzież ma możliwość poznać się, rozwinąć wzajemną wrażliwość, a także zawrzeć przyjaźnie.

## Obszary działalności
Dodatkowo, oprócz wspierania szerokiej gamy tematów wymiany młodzieży i realizujących je instytucji, PNWM stworzyła liczne programy dotacyjne odnoszące się do konkretnych obszarów tematycznych i skierowane do określonych grup.
- Zachować pamięć: W ramach programu „Zachować pamięć” Polsko-Niemiecka Współpraca Młodzieży dotuje polsko-niemieckie i trójstronne projekty poświęcone problematyce narodowego socjalizmu. Program umożliwia realizację wspólnych spotkań w miejscach pamięci, intensywne zajęcie się tematem II wojny światowej i Holocaustu, a także współpracę z wyspecjalizowanymi placówkami edukacyjnymi.
- Razem osiągniemy więcej. Teraz zawodowo!: Program „Razem osiągniemy więcej. Teraz zawodowo!” wspiera współpracę pomiędzy placówkami kształceniowymi a szkołami średnimi innymi niż licea. Jego II edycja obejmująca lata 2018–2020 poświęcona jest w głównej mierze „orientacji zawodowej”. Uczestniczący w nim młodzi ludzie mogą zdobyć pierwsze międzynarodowe doświadczenia oraz odbyć praktykę w kraju sąsiada.
- Eksperyment Wymiana: Program PNWM „Eksperyment Wymiana” jest zachętą dla młodych ludzi, aby podczas międzynarodowych spotkań pochylili się nad tematami z zakresu nauk ścisłych, inżynierii czy techniki. Dzięki swobodnemu poruszaniu się w cyfrowej rzeczywistości oraz nauce opartej na dociekaniu i odkrywaniu młodzież ma możliwość lepiej zrozumieć współczesny świat i wspólnie rozwijać wizje przyszłości.
- Język w wymianie młodzieży: Ponieważ porozumiewanie się jest sprawą kluczową podczas każdego międzynarodowego spotkania młodzieży, PNWM wspiera naukę metod i gier, które ułatwiają wzajemne zrozumienie. W związku z tym organizuje regularne szkolenia z animacji językowej („Zip-Zap“), wydaje publikacje i dba o kształcenie trenerów animacji językowej.
- Trójstronne spotkania młodzieży: Spotkania obejmujące szkolną i pozaszkolną wymianę młodzieży z Polski i Niemiec stanowią 90 procent dotowanych projektów przez PNWM. Obok polsko-niemieckich spotkań młodzieży organizacja umożliwia projekty trójstronne, między innymi z Ukrainą, Czechami, Białorusią czy Francją. Wymagają one często większego nakładu organizacyjnego, finansowego i komunikacyjnego niż projekty bilateralne, a dynamika grupy, wynikająca z jej wielokulturowości, jest bardziej złożona. Współpraca Polski i Niemiec z danym krajem trzecim ma osobną genezę i specyfikę. W przypadku projektów z udziałem Ukrainy lub innych partnerów ze Wschodu rola kraju inicjującego i pośredniczącego, ze względu na uwarunkowania historyczne, polityczne i społeczne, przypisywana jest Polsce. Najdłuższa współpraca spośród partnerów ze Wschodu, od końca lat 90., łączy PNWM właśnie z Ukrainą, między innymi dzięki aktywności polskich instytucji partnerskich PNWM. Początkowo projekty trójstronne z krajami Partnerstwa Wschodniego były dofinansowywane ze środków własnych PNWM. Od 2014 roku, we współpracy z niemieckim Ministerstwem Spraw Zagranicznych, PNWM dotuje rozwój ze społeczeństwem obywatelskim w krajach Partnerstwa Wschodniego oraz od 2016 roku – w Rosji. Dofinasowanie mogą otrzymać projekty trójstronne z Armenią, Azerbejdżanem, Białorusią, Gruzją, Republiką Mołdawii, Ukrainą lub Rosją, realizowane w Niemczech lub w kraju trzecim, a także programy służące wzmocnieniu współpracy partnerskiej pomiędzy zaangażowanymi w nie krajami. Wspieranie projektów trójstronnych odbywa się we współpracy z innymi instytucjami bilateralnymi, zajmującymi się wymianą młodzieży, jak Francusko-Niemiecka Współpraca Młodzieży, ConAct – Centrum Koordynacji Izraelsko-Niemieckiej Wymiany Młodzieży, Tandem – Centrum Koordynacji Czesko-Niemieckiej Wymiany Młodzieży oraz Fundacja Rosyjsko-Niemiecka Wymiana Młodzieży. Ponadto PNWM współpracuje z instytucjami wspierającymi nie tylko trójstronną, ale także wielostronną współpracę młodzieży, jak IJAB – Biuro ds. Międzynarodowej Pracy z Młodzieżą Republiki Federalnej Niemiec oraz niemiecka i polska Narodowa Agencja Programu Erasmus+ (w Polsce: Fundacja Systemu Rozwoju Edukacji).
- Tematy przewodnie i Polsko-Niemiecka Nagroda Młodzieży: Na okres trzech lat Rada Polsko-Niemieckiej Współpracy Młodzieży ustala temat przewodni działalności Polsko-Niemieckiej Współpracy Młodzieży, który realizowany jest poprzez dedykowane programy. Temat ten staje się jednocześnie mottem konkursu o Polsko-Niemiecką Nagrodę Młodzieży, o którą ubiegać się mogą partnerskie szkoły i instytucje pozaszkolne. Tematy przewodnie i konkursy w latach ubiegłych:
  - Różnorodność (2017-2019) / Konkurs pod hasłem: Razem w Europie. Jeden cel
  - Perspektywy zawodowe (2014-2016) / Konkurs pod hasłem: changes/chances@work
  - Edukacja na rzecz zrównoważonego rozwoju (2011-2013) / Konkurs pod hasłem: Spotkajmy się pojutrze

Również przed 2011 rokiem Polsko-Niemiecka Nagroda Młodzieży przyznawana była co trzy lata, jednak nie była elementem realizacji tematu przewodniego, który określał kierunek działalności PNWM. Konkurs o Polsko-Niemiecką Nagrodę Młodzieży odbył się pod następującymi hasłami:
- Zachować pamięć (2008-2010)
- MłodzieżWspółOdpowiedzialna (2005-2007)
- Polacy i Niemcy razem w Europie (2002-2004)

## Liczby i fakty
Obecnie Polsko-Niemiecka Współpraca Młodzieży dysponuje budżetem w wysokości 11,5 mln euro (dane na 2019 r.). Składają się na niego środki uzyskane od polskiego Ministerstwa Edukacji Narodowej, niemieckiego Federalnego Ministerstwa ds. Rodziny, Seniorów, Kobiet i Młodzieży, a także środki zewnętrzne. W sumie Polsko-Niemiecka Współpraca Młodzieży dofinansowała blisko 80 000 polsko-niemieckich lub trójstronnych projektów, w których wzięło udział przeszło 3 miliony młodych ludzi (stan na październik 2019 r.). W ostatnich latach PNWM rokrocznie przekazywała dotacje na niemalże 2500 projektów, w których uczestniczyło około 100 000 młodych Polaków i Niemców. Największa liczba uczestników pochodzi z województw dolnośląskiego, małopolskiego, zachodniopomorskiego i lubuskiego, a po stronie niemieckiej z krajów związkowych Brandenburgia, Nadrenia Północna-Westfalia oraz Dolna Saksonia.

## Partnerzy
Polsko-Niemiecka Współpraca Młodzieży współpracuje ściśle z jednostkami centralnymi (por. „O organizacji“). Jej partnerami są instytucje działające zarówno w obszarze współpracy polsko-niemieckiej, jak i wspierające międzynarodową i bilateralną pracę z młodzieżą, w tym kraje związkowe, euroregiony, ministerstwa, fundacje, instytucje naukowe i przedsiębiorstwa. Polsko-Niemiecka Współpraca Młodzieży należy do grona organizacji założycielskich inicjatywy „Szkoła żyje wymianą” („Austausch macht Schule“), która od 2013 roku stawia sobie za cel dążenie do trwałego zakotwiczenia wymiany młodzieży w niemieckim systemie edukacji.

## Wyróżnienia
- 2016: Złote Mosty Dialogu przyznawane przez z Dom Współpracy Polsko-Niemieckiej i Samorząd Województwa Opolskiego
- 2012: Nagroda im. Królowej Rychezy landu Nadrenia Północna-Westfalia
- 2007: Nagroda im. Adama Mickiewicza za zasługi dla Pojednania i Współpracy Europejskiej (otrzymana wspólnie z Francusko-Niemiecką Współpracą Młodzieży)
- 2007: Nagroda Dialogu Federalnego Związku Towarzystw Polsko-Niemieckich
- 2004: Nagroda im. Carla Schmida przyznawaną przez Fundację im. Carla Schmida (otrzymana wspólnie z Francusko-Niemiecką Współpracą Młodzieży)

## Literatura (wybór)
- Herklotz, Saskia/ Kwiatkowski, Piotr/ Papenbrock, Anke/ Zatylna, Magdalena (2019): „Globales Lernen im deutsch-polnischen Jugendaustausch”, in: Deutsche Vereinigung für Politische Bildung NW e.V. (Hrsg.): Politisches Lernen 3-4I2019, Duisburg.
- Umowa między Rządem Rzeczypospolitej Polskiej a Rządem Republiki Federalnej Niemiec o polsko-niemieckiej współpracy młodzieży, sporządzona w Bonn dnia 17 czerwca 1991 r. (Dz.U. z 19943 r. poz. 12)
- Herklotz, Saskia/Teffel, Michael/Zatylna, Magdalena (2019): „Internationale Jugendbegegnungen für alle jungen Menschen”, w: IJAB (wyd.): Forum Jugendarbeit International 2016-2018, Bonn.
- Becker, Martina E. (2019): „Begegnung – Erkundung – Erlebnis: Kulturwissenschaftliche Perspektiven zum deutsch-polnischen Schüleraustausch als Erfahrungsfeld von Lehrkräften”, Waxmann Verlag.
- Łada, Agnieszka (wyd.) (2014): „Poznać sąsiada! Wpływ polsko-niemieckich programów wymiany młodzieży na ich uczestników”, Warszawa. (https://www.pnwm.org/publikacje/wokol-pnwm/pc/Publication/pa/show/publication/poznac-sasiada-wplyw-polsko-niemieckich-programow-wymiany-mlodziezy-na-ich-uczestnikow/)
- Erb, Stephan (2011): „Eine Erfolgsstory mit offenem Ausgang. 20 Jahre deutsch-polnische Jugendzusammenarbeit” w: Bingen/Loew/Ruchniewicz/Zybura (wyd.): Erwachsene Nachbarschaft. Die deutsch-polnischen Beziehungen 1991 bis 2011 (Veröffentlichungen des Deutschen Polen-Instituts, t. 29).